# 미즈하라 잇페이
미즈하라 잇페이(水原一平, 1984년 12월 31일 ~ )는 일본의 통역사이다. 미즈하라 잇페이는 메이저 리그 베이스볼 선수 오타니 쇼헤이의 통역사로 일했으며 오타니 쇼헤이의 미디어 출연과 팀 동료 상호 작용을 위해 일본어를 영어로, 그 반대로 통역했다. 그는 이전에 일본 프로 야구 (NPB)의 홋카이도 닛폰햄 파이터스에서 여러 영어권 선수들의 통역사로 일했다.

## 개요
미즈하라 잇페이는 오타니 쇼헤이와의 긴밀한 인연으로 야구팬들 사이에서 인기를 얻었다. 그는 오타니의 불펜 세션을 잡거나 경기 전 워밍업 중에 오타니와 함께 캐치볼을 하는 등 통역이 필요 없는 상황에서 오타니 쇼헤이를 자주 도왔다. 2021년 MLB 홈런 더비에서 미즈하라 잇페이가 오타니 쇼헤이의 포수로 활약했다.
2024년 3월 20일, 로스앤젤레스 다저스는 미즈하라 잇페이가 도박으로 빚진 빚을 갚기 위해 오타니 쇼헤이의 자금을 "대량 절도"했다고 비난한 후 미즈하라 잇페이를 해고했다.